# Miejsce Pamięci Narodowej w Łambinowicach

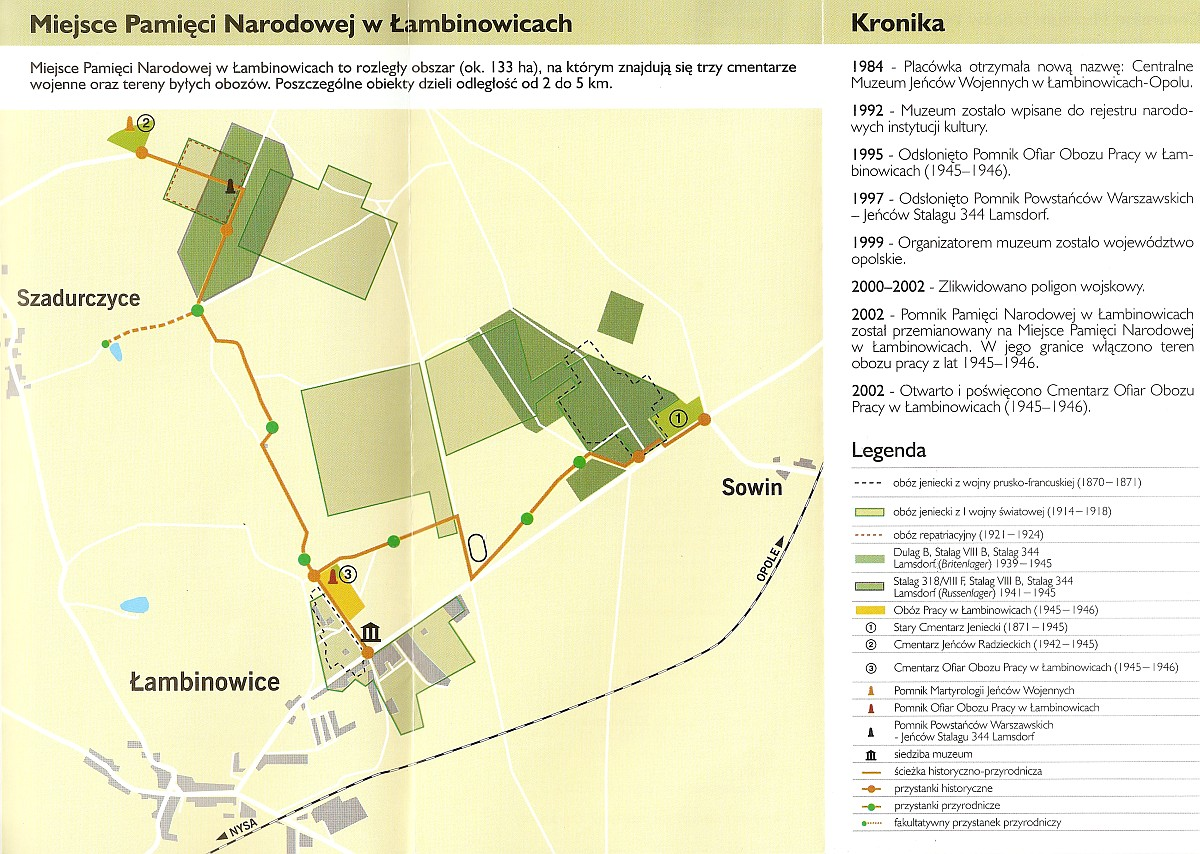
Współczesny plan sytuacyjny

Miejsce Pamięci Narodowej w Łambinowicach – tereny byłych obozów jenieckich wraz cmentarzami i pomnikami położone na obszarze gminy Łambinowice (województwo opolskie, powiat nyski). Tereny pierwotnie związane z wsią Lamsdorf (Landkreis Falkenberg O.S.), w pobliżu której utworzono na początku lat 70. XIX w. poligon wojskowy, na którym następnie organizowano pruskie, a później niemieckie obozy jenieckie i odosobnienia. W czasie II wojny światowej obozy w Lamsdorf należały do największych niemieckich kompleksów obozowych w Europie. Ostatni z obozów został utworzony po II wojnie światowej przez Polaków. Istniał w latach 1945–1946.
Ze względu na bogatą historię, wartości naukowe i edukacyjne oraz na rzadko obecnie spotykane zachowane relikty poobozowe teren ten został w 1968 wpisany do rejestru zabytków nieruchomych województwa opolskiego jako Pomnik Pamięci Narodowej, przemianowany w 2002 na Miejsce Pamięci Narodowej w Łambinowicach. Terenami od strony merytorycznej opiekuje się Centralne Muzeum Jeńców Wojennych w Łambinowicach-Opolu.

## Obóz jeniecki z wojny prusko-francuskiej (1870–1871)
Obóz zorganizowano w związku z wybuchem wojny prusko-francuskiej. Utworzyły go władze wojskowe Prus na terenie wcześniejszego poligonu, w pobliżu Lamsdorf. Pierwsi jeńcy francuscy przybyli tu jesienią 1870, a opuścili obóz wiosną 1871. Jeńcy przypuszczalnie uczestniczyli w rozbudowie infrastruktury. Ogólną liczbę jeńców, którzy przebywali w obozie, szacuje się na 3500–4000. Groby 52 z nich wraz z pomnikiem poświęconym zmarłym, znajdują się na Starym Cmentarzu Jenieckim.

## Obóz jeniecki z I wojny światowej
Obóz utworzony w sierpniu 1914 był ósmym w Niemczech pod względem liczby jeńców i największym pod względem powierzchni ze wszystkich obozów, jakie kiedykolwiek istniały w Lamsdorf. W obozie przetrzymywano żołnierzy państw ententy – szeregowców i podoficerów – głównie z armii rosyjskiej, rumuńskiej, włoskiej, serbskiej, francuskiej, brytyjskiej i belgijskiej. Przebywało tu łącznie ok. 90 000 osób. Na jeńcach ciążył obowiązek pracy: uczestniczyli w rozbudowie obozu, zatrudniano ich w miejscowym przemyśle i rolnictwie. Pomimo zakończenia wojny, jeńcy przebywali w obozie do 1920. Niewoli nie przeżyło ok. 7000 jeńców, których pochowano na Starym Cmentarzu Jenieckim.

## Stary Cmentarz Jeniecki

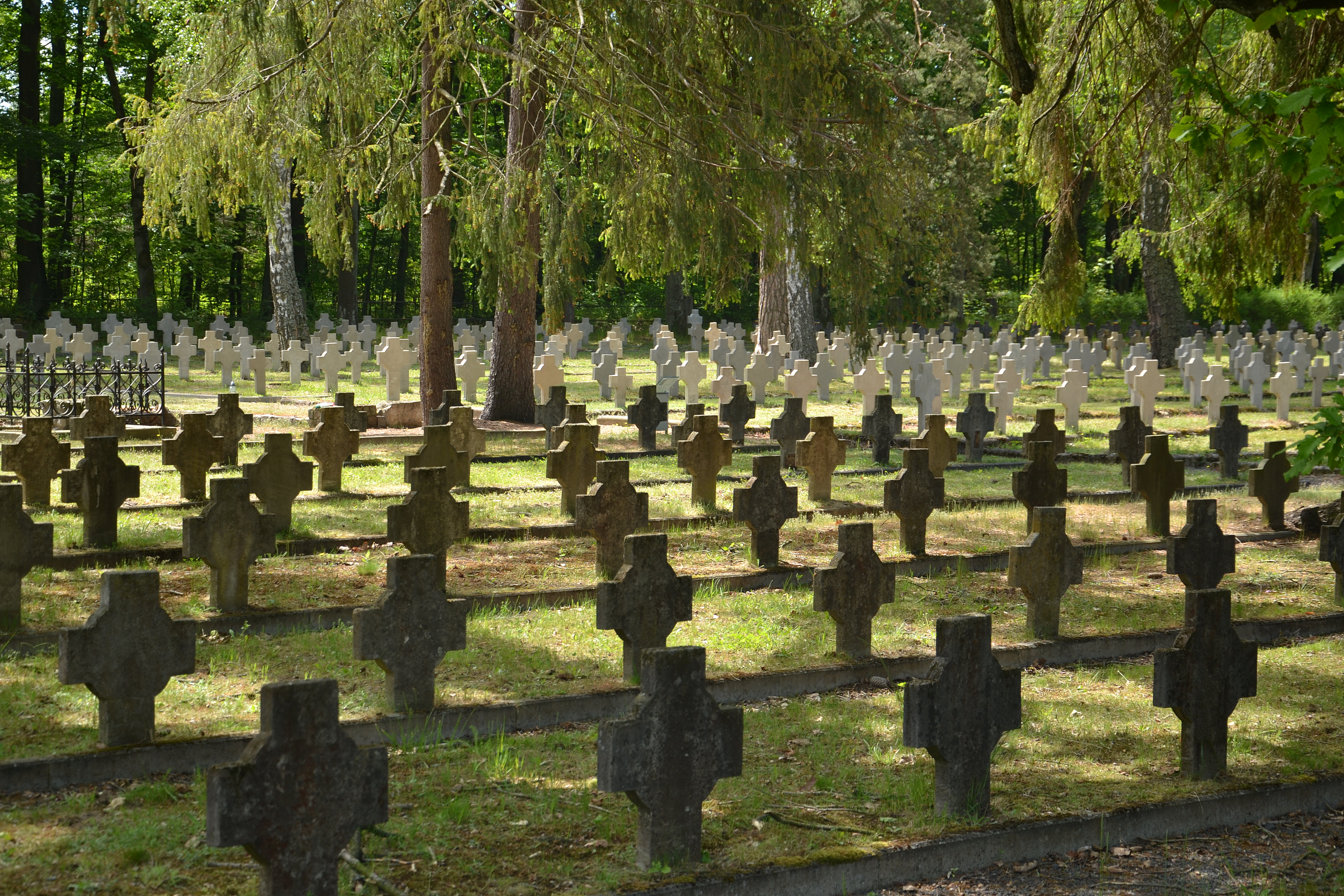
Nagrobki jenieckie na Starym Cmentarzu

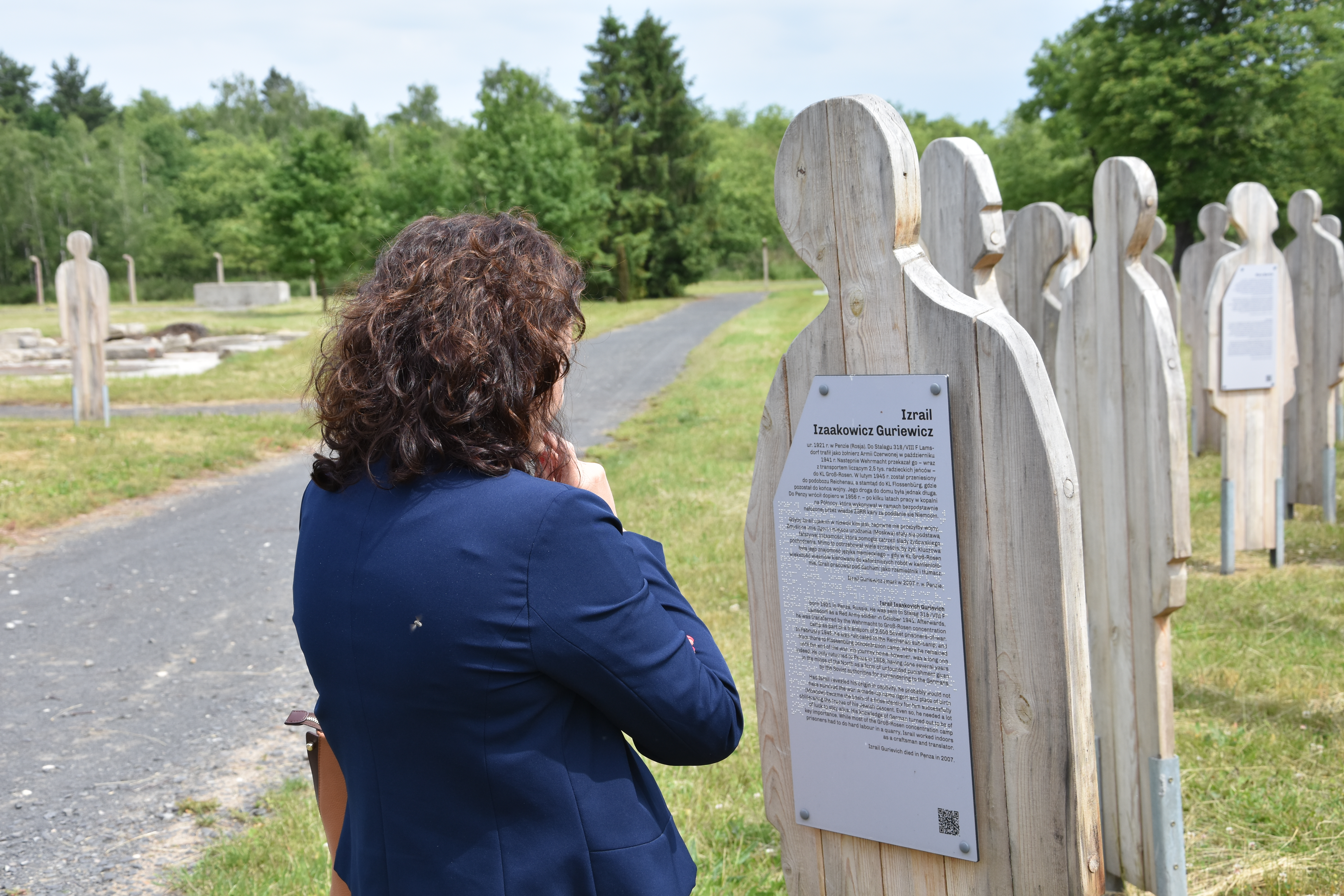
Wystawa plenerowa Miejsce z blizna na terenie dawnego Stalagu 344 amsdorf, instalacja artystyczna Obecność

Najstarsza część cmentarza pochodzi z okresu wojny prusko-francuskiej (1870–1871), gdzie pochowano kilkudziesięciu żołnierzy francuskich, którzy zmarli w obozie. Cmentarz najbardziej rozbudował się w latach I wojny światowej i w ogólnym takim zarysie zachował się do dziś. Zmarłych jeńców - żołnierzy państw ententy z pobliskich obozów chowano jeszcze w 1919, aż do momentu likwidacji kompleksu obozowego. Przybyło wtedy łącznie ok. 7 000 nowych mogił oraz kilka pomników poświęconych zmarłym jeńcom (m.in. Serbom, Rosjanom, Brytyjczykom, Włochom). W okresie dwudziestolecia międzywojennego obok jenieckich grobów pochowano kilkudziesięciu niemieckich imigrantów (w tym dzieci) z terenów włączonych do Polski. Podczas II wojny światowej na około 4,5 hektarowym cmentarzu znów rozpoczęto grzebanie jeńców - żołnierzy koalicji antyhitlerowskiej. Większość zwłok jeńców brytyjskich ekshumowano i wywieziono ich do kraju oraz na cmentarze centralne (np. do Krakowa). Pochówek na cmentarzu zakończono w 1945.

## Obóz dla imigrantów niemieckich
W latach 1921–1924 na poligonie Lamsdorf przebywali niemieccy imigranci z ziem, które przypadły Polsce po plebiscycie i powstaniach śląskich. Obóz utworzyły w 1921 władze niemieckie we współpracy z Niemieckim Czerwonym Krzyżem. Pierwsi przesiedleńcy przybyli tu z Górnego Śląska, następnie z Wielkopolski i Pomorza. Przebywało w nim czasowo od 150 do 4500 osób. Ogólna liczba przesiedleńców mogła wynosić nawet kilkadziesiąt tysięcy. W 1922 Dyrekcja Kolei Rzeszy w Katowicach (niem. Kattowitz), która przenosiła swą siedzibę do Opola (niem. Oppeln), przygotowała tam tymczasowe mieszkania dla swoich pracowników i ich rodzin. Ostatni imigranci wyjechali stąd w 1934.

## Obozy jenieckie w latach II wojny światowej

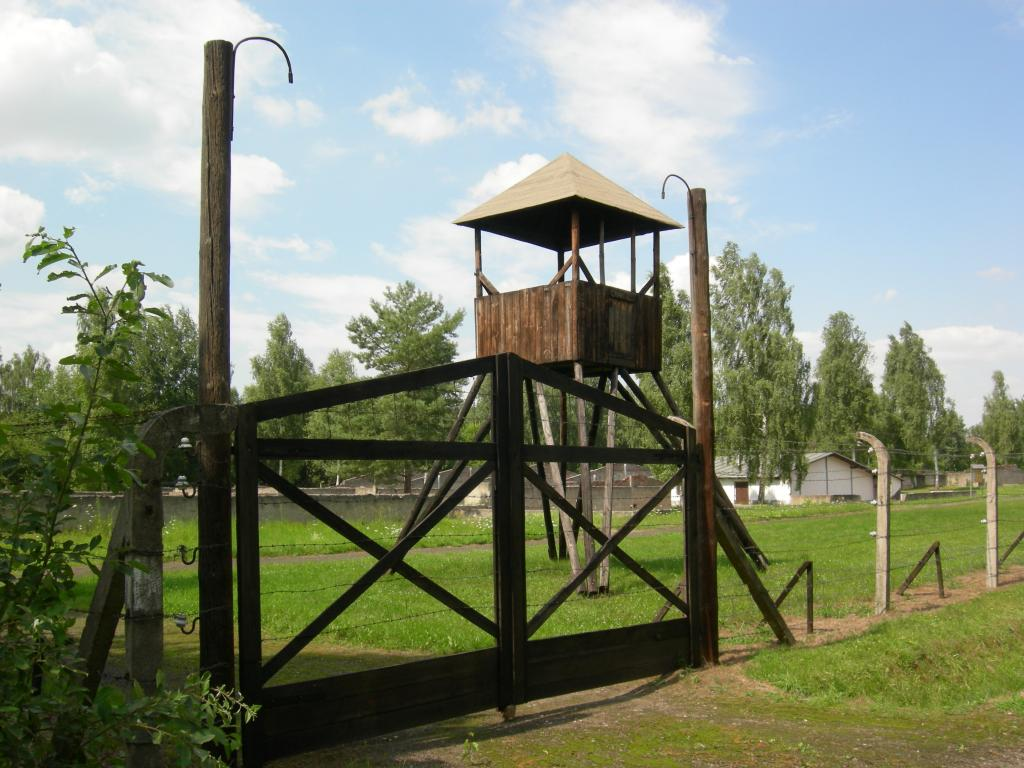
Zrekonstruowana wieża strażnicza

Stalagi Lamsdorf należały do niemieckiego systemu jenieckiego. Ich podstawowymi zadaniami była izolacja żołnierzy nieprzyjacielskich sił zbrojnych i eksploatacja jeńców w niemieckiej gospodarce. Pierwszy obóz utworzono już 26 sierpnia 1939 (Dulag B). 4 października 1939 Dulag B uzyskał status obozu stałego dla szeregowców i podoficerów pod nazwą Stalag VIII B Lamsdorf. Wiosną 1941 przystąpiono do prac nad utworzeniem drugiego obozu – Stalagu 318, przemianowanego wkrótce na Stalag VIII F. W 1943 Stalag VIII F stracił samodzielność i zaczął podlegać Stalagowi VIII B, któremu niebawem przyporządkowano także odległy Stalag VIII D Teschen.
Do momentu ponownej reorganizacji obozu, Stalag VIII B Lamsdorf był największym obozem jenieckim w Europie. Następnie w grudniu 1943 utworzono Stalag 344 Lamsdorf, który składał się z dwóch części: tzw. Russenlager (wcześniej: Stalag 318/VIII F) i Britenlager (pierwotnego Stalagu VIII B). Przez obozy jenieckie w Lamsdorf przeszło latach II wojny światowej około 300 000 jeńców (w tym 200 000 żołnierzy Armii Czerwonej), którzy należeli do prawie 50 narodów.

### Stalag VIII B / 344 Lamsdorf, tzw. Britenlager
Obóz zorganizowano w sierpniu 1939 jako przejściowy (Dulag B). W październiku tegoż roku przekształcono go w obóz stały dla szeregowców i podoficerów – Stalag VIII B. W połowie 1943 stalagowi podporządkowano pobliski Stalag 318/VIII F, a następnie jeszcze Stalag VIII D Teschen (Cieszyn). W końcu 1943 obóz przemianowano na Stalag 344 Lamsdorf i pod tą nazwą wspólnie z drugim łambinowickim obozem funkcjonował do końca wojny.
Łącznie w Lamsdorf przebywało ok. 43 000 żołnierzy Wojska Polskiego, w tym również przez krótki okres cywile, a wśród nich m.in. o. Maksymilian Kolbe. W połowie 1940 miejsce polskich jeńców wojennych, skierowanych w większości do obozów w głębi Rzeszy, zajęli jeńcy brytyjscy. Następnie izolowano tu także żołnierzy innych armii walczących z III Rzeszą: francuskiej, belgijskiej, jugosłowiańskiej, greckiej i amerykańskiej. Ze względu na dużą liczebność Brytyjczyków (ok. 48 000), przetrzymywanych do końca wojny, obóz nazywano potocznie brytyjskim (Britenlager). Jeńców przymusowo zatrudniano w rolnictwie, leśnictwie i przemyśle. W styczniu 1945 nastąpiła ewakuacja jeńców. Oddziały Armii Czerwonej wkroczyły tu 18 marca 1945. W latach 40. XX w. polskie władze wojskowe uruchomiły na tym obszarze ponownie poligon. Z obozowej zabudowy przetrwało niewiele: baseny przeciwpożarowe oraz szczątkowe fragmenty baraków mieszkalnych i pomieszczeń magazynowych, zachowała się także Aleja Kasztanowa, którą byli prowadzeni jeńcy.

### Stalag 318 / VIII F / 344 Lamsdorf, tzw.Russenlager

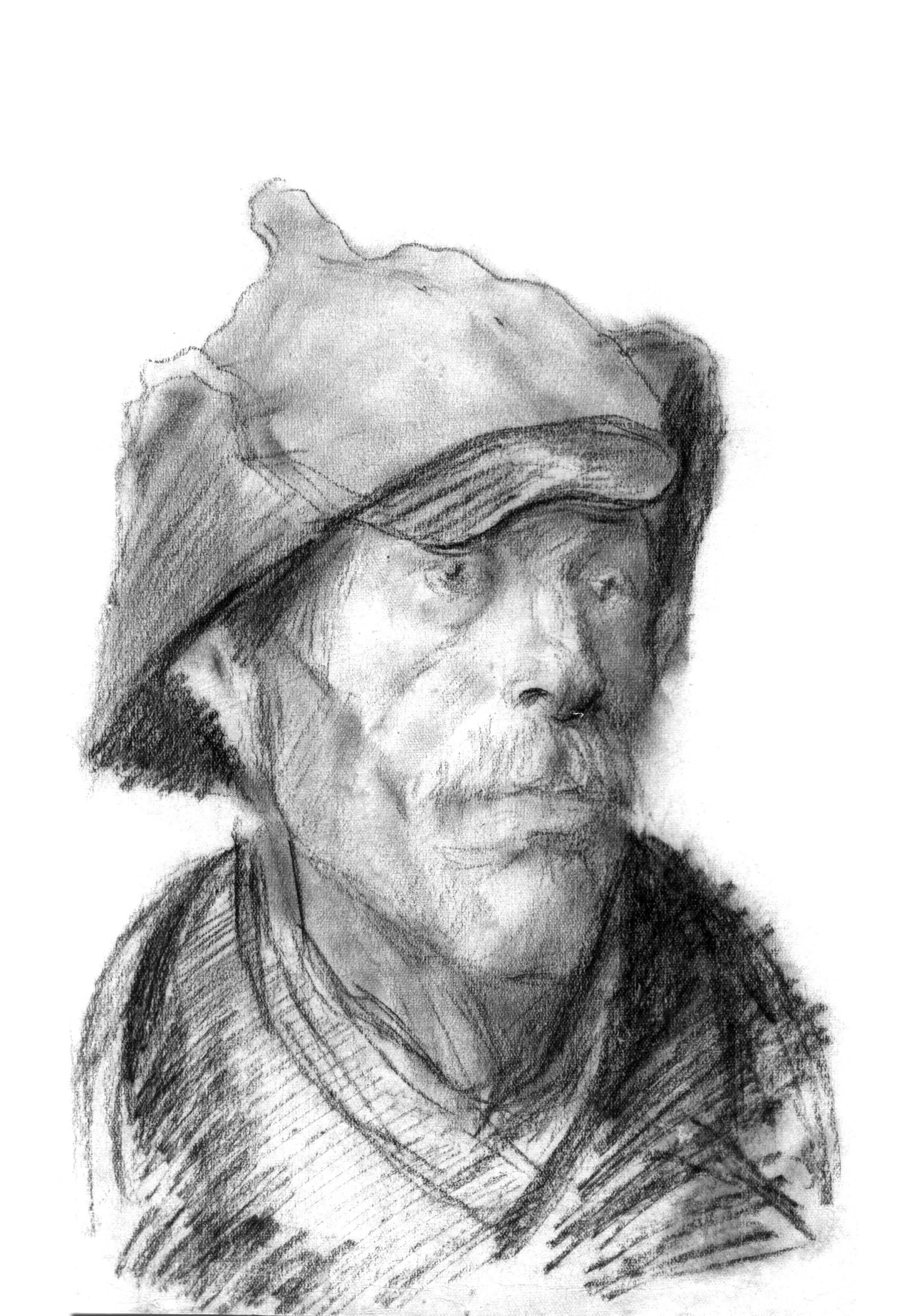
Portret jeńca radzieckiego z Łambinowic

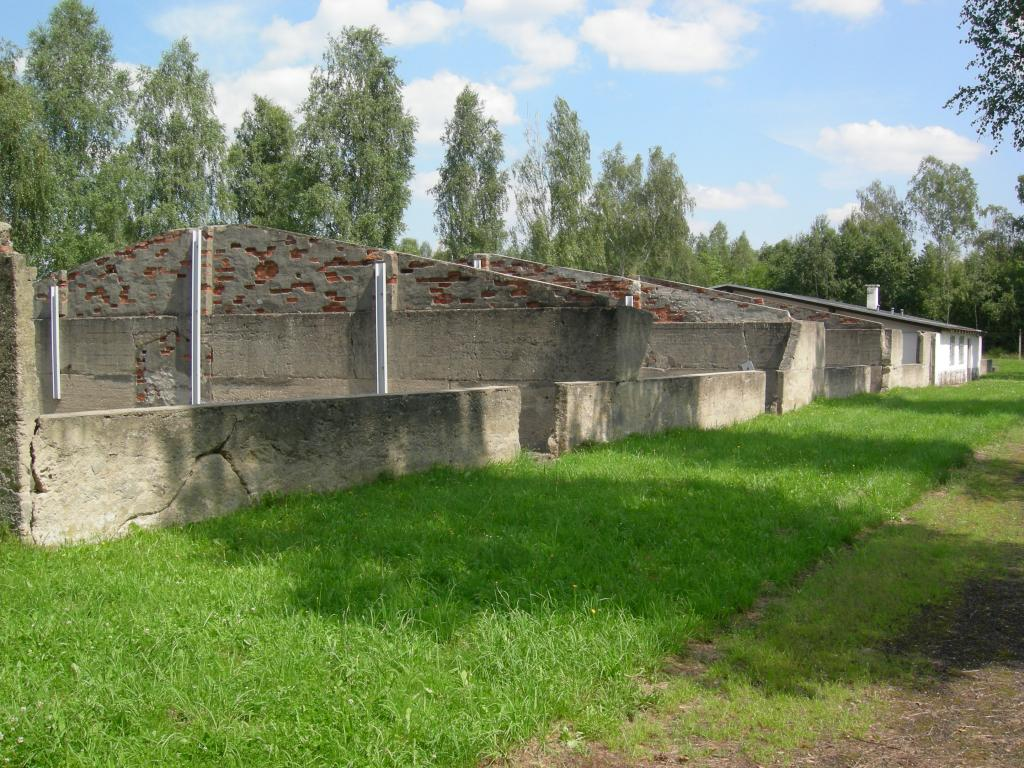
Ruiny baraków

Istniał od lipca 1941 do marca 1945. Stworzono go dla najliczniejszej i najgorzej przez Niemców traktowanej grupy jeńców radzieckich, dla których był on miejscem eksterminacji. Ze 180 000 – 200 000 jeńców, którzy przeszli przez obóz w latach II wojny światowej, zmarło w Lamsdorf ok. 40 000. Żołnierze Armii Czerwonej, których przywożono tu już w lipcu po rozpoczęciu inwazji na ZSRR, byli koszarowani pod gołym niebem. Dopiero jesienią przystąpiono do budowy baraków. Jeńcy zmuszeni byli chronić się przed zimnem w zrobionych przez siebie prowizorycznych ziemiankach. Obóz do jesieni 1941 funkcjonował jako Stalag 318, a następnie – Stalag VIII F Lamsdorf.
W połowie 1943 zlikwidowano jego samodzielność i podporządkowano pobliskiemu Stalagowi VIII B, który z kolei w końcu 1943 przemianowano na Stalag 344 Lamsdorf. Ze względu na obecność ogromnej liczby jeńców radzieckich, potocznie obóz nazywano „rosyjskim” (Russenlager). Przetrzymywano w nim również żołnierzy innych armii: włoskiej, jugosłowiańskiej, greckiej, a także polskiej, francuskiej i rumuńskiej. W 1944 przywieziono tu powstańców warszawskich (ok. 6000 - m.in. rtm Witolda Pileckiego, Aleksandra Gieysztora, Romana Bratnego, Stanisława R. Dobrowolskiego i Józefę Radzymińską) oraz powstańców słowackich (ok. 1500). Jeńców „obozu rosyjskiego” niemieckie władze ewakuowały w pieszym marszu w styczniu 1945. Obecnie materialnym śladem po obozie z lat II wojny światowej są unikalne pozostałości baraków ze zrekonstruowaną wieżą strażniczą oraz ogrodzeniem. W odrestaurowanym baraku utworzono wystawę poświęconą jeńcom radzieckim.

## Cmentarz Jeńców Radzieckich

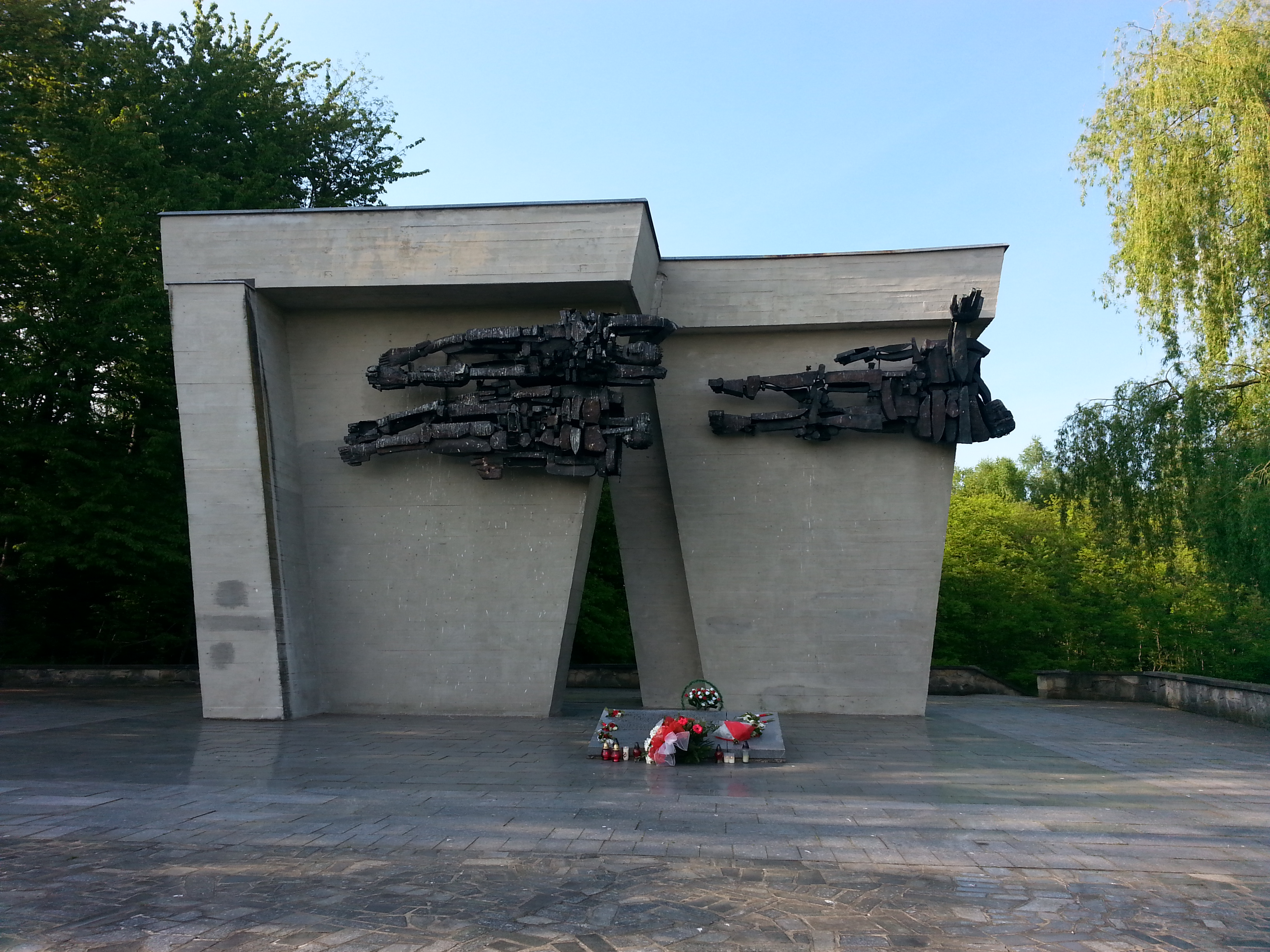
Pomnik Martyrologii Jeńców Wojennych

Cmentarz założony w 1942 w pobliżu Stalagu 318. Chowano na nim jeńców radzieckich (także Polaków wcielonych do Armii Czerwonej) w zbiorowych, bezimiennych mogiłach. Na ślady zbiorowych grobów natrafiono w lipcu 1945. Na przełomie lat 1945/1946 przeprowadzono częściową ekshumację zwłok. Według dokonanych wówczas ustaleń na cmentarzu spoczywa ok. 40 000 osób.
W 1964 r. wzniesiono tu Pomnik Martyrologii Jeńców Wojennych. Poświęcono go pamięci wszystkich jeńców zmarłych w latach II wojny światowej w obozach jenieckich Lamsdorf. W trakcie prowadzenia prac budowlanych zrezygnowano z utrwalenia śladów zbiorowych mogił.
W listopadzie 2024 r. z miejsca pamięci skradziono elementy metalowego ogrodzenia i bramy oraz płyty chodnikowe z centralnej części placu.

## Budynek Muzeum w Łambinowicach
Budynek główny muzeum został wzniesiony w latach 30. XX w. jako siedziba niemieckiej komendantury poligonu. Do muzeum należy od 1964. Obecnie prezentowane tam są wystawy stałe przedstawiające problematykę jeniecką okresu II wojny światowej oraz dzieje obozów w Lamsdorf.
Siedziba muzeum w Łambinowicach znajduje się na terenie najstarszej części dawnego poligonu pruskiego. W czasie II wojny światowej na tym terenie znajdowało się m.in. zaplecze administracyjno-gospodarcze obozów jenieckich. W pobliżu muzeum z pierwotnej zabudowy obozowej zachowały się budynki dawnej wartowni, kasyna oficerskiego, a także domy mieszkalne (w większości o konstrukcji szkieletowej).

## Obóz Pracy w Łambinowicach

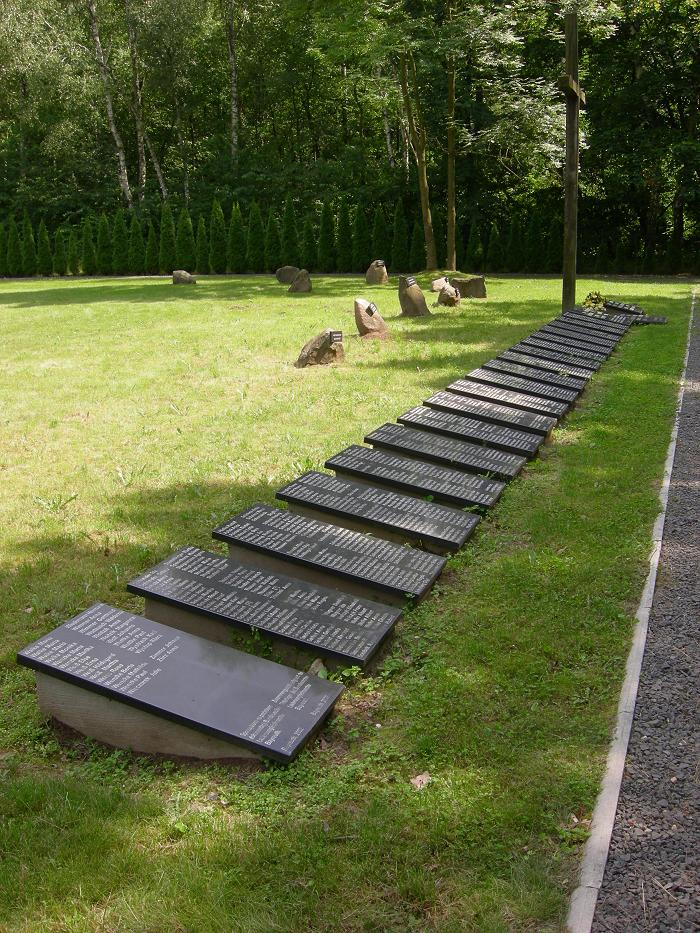
Cmentarz Ofiar Obozu Pracy 1945-1946

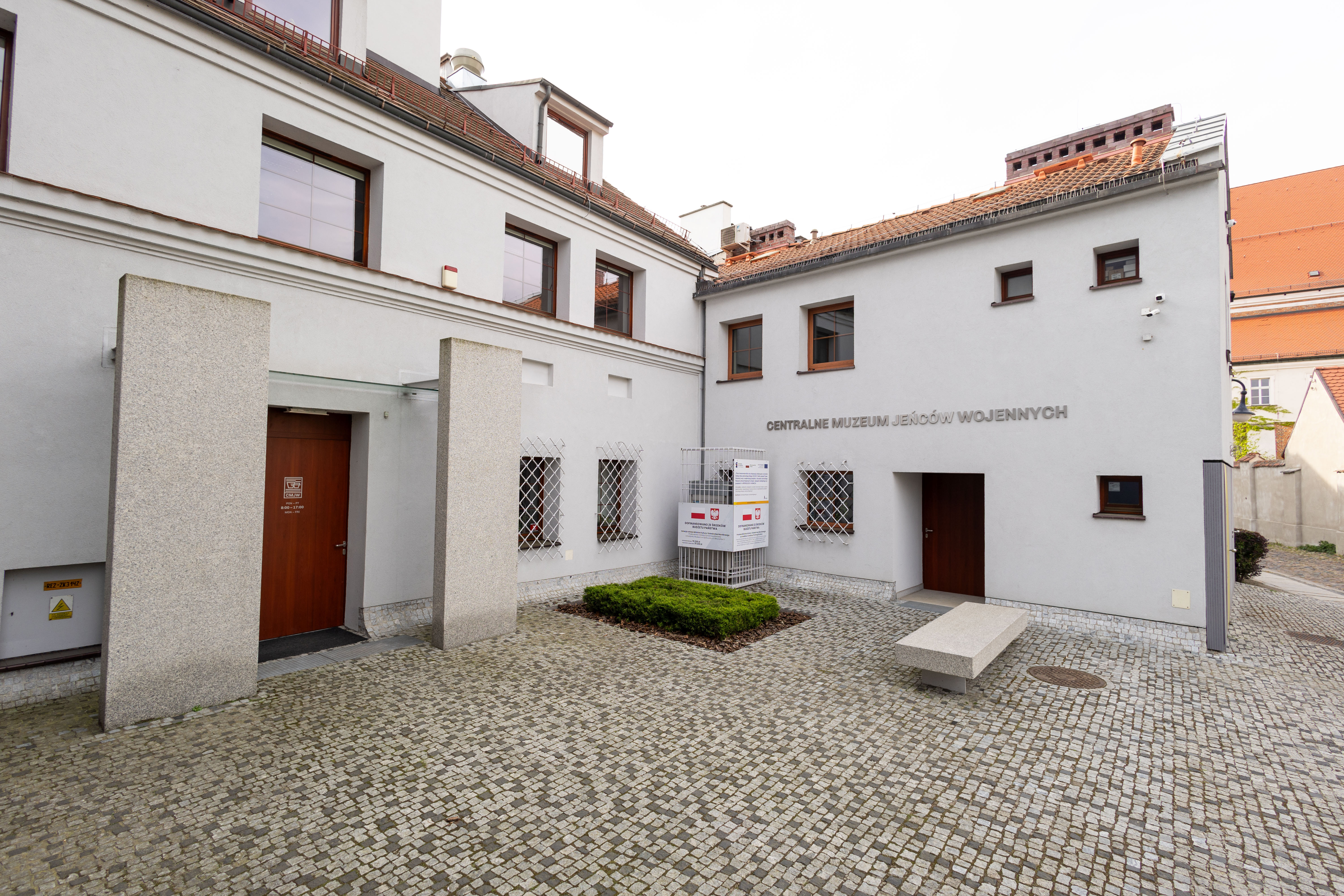
Siedziba CMJW w Opolu

Obóz założony po zakończeniu II wojny światowej przez polską administrację komunistyczną dla niemieckiej (śląskiej) ludności oczekującej na przesiedlenie w głąb Niemiec. Obóz funkcjonował od lipca 1945 do października 1946. Był obozem przesiedleńczym, pracy, izolacyjnym oraz represyjnym. Ogółem przeszło przez niego ok. 5000 ludzi. Najliczniejszą grupę stanowili mieszkańcy 30 okolicznych wsi. Przetrzymywani również byli członkowie organizacji nazistowskich, a także niemieccy strażnicy. Trudne warunki bytowe, głód, choroby oraz złe traktowanie osadzonych przez polskie władze obozowe powodowały dużą śmiertelność. Zmarłych chowano w bezimiennych, pojedynczych bądź zbiorowych grobach w tylnej części obozu i poza nim.
Z przyczyn politycznych upamiętnienie ofiar stało się możliwe dopiero w latach 90. XX w. W 1991 ustawiono drewniany krzyż na końcu drogi, w pobliżu której chowano zmarłych. W 1995 postawiono tam granitowy pomnik w formie krzyża, a w niedalekiej odległości urządzono w latach 2000–2002 symboliczny cmentarz.